# Laudrefang
Laudrefang (fràncic lorenès Lodderfang) és un municipi francès situat al departament del Mosel·la i a la regió del Gran Est. L'any 2007 tenia 376 habitants.

## Demografia

### Població
El 2007 la població de fet de Laudrefang era de 376 persones. Hi havia 144 famílies, de les quals 32 eren unipersonals (24 homes vivint sols i 8 dones vivint soles), 40 parelles sense fills, 68 parelles amb fills i 4 famílies monoparentals amb fills.
La població ha evolucionat segons el següent gràfic:
Habitants censats

### Habitatges
El 2007 hi havia 145 habitatges, 140 eren l'habitatge principal de la família i 5 estaven desocupats. 126 eren cases i 19 eren apartaments. Dels 140 habitatges principals, 118 estaven ocupats pels seus propietaris, 20 estaven llogats i ocupats pels llogaters i 2 estaven cedits a títol gratuït; 3 tenien dues cambres, 7 en tenien tres, 19 en tenien quatre i 111 en tenien cinc o més. 126 habitatges disposaven pel capbaix d'una plaça de pàrquing. A 44 habitatges hi havia un automòbil i a 79 n'hi havia dos o més.

### Piràmide de població
La piràmide de població per edats i sexe el 2009 era:
| Homes | Edats   | Dones |
| ----- | ------- | ----- |
| 0     | 95 o +  | 0     |
| 0     | 90 a 94 | 0     |
| 0     | 85 a 89 | 0     |
| 4     | 80 a 84 | 8     |
| 0     | 75 a 79 | 0     |
| 8     | 70 a 74 | 16    |
| 4     | 65 a 69 | 4     |
| 8     | 60 a 64 | 4     |
| 0     | 55 a 59 | 0     |
| 12    | 50 a 54 | 8     |
| 20    | 45 a 49 | 12    |
| 40    | 40 a 44 | 28    |
| 12    | 35 a 39 | 20    |
| 8     | 30 a 34 | 8     |
| 8     | 25 a 29 | 0     |
| 4     | 20 a 24 | 8     |
| 16    | 15 a 19 | 24    |
| 16    | 10 a 14 | 28    |
| 12    | 5 a 9   | 4     |
| 0     | 0 a 4   | 4     |

## Economia
El 2007 la població en edat de treballar era de 275 persones, 204 eren actives i 71 eren inactives. De les 204 persones actives 188 estaven ocupades (105 homes i 83 dones) i 16 estaven aturades (5 homes i 11 dones). De les 71 persones inactives 13 estaven jubilades, 29 estaven estudiant i 29 estaven classificades com a «altres inactius».

### Ingressos
El 2009 a Laudrefang hi havia 138 unitats fiscals que integraven 384 persones, la mediana anual d'ingressos fiscals per persona era de 19.297,5 €.

### Activitats econòmiques
Dels 11 establiments que hi havia el 2007, 8 eren d'empreses de construcció, 1 d'una empresa de serveis i 2 d'entitats de l'administració pública.
Dels 6 establiments de servei als particulars que hi havia el 2009, 3 eren paletes i 3 guixaires pintors.
L'any 2000 a Laudrefang hi havia 3 explotacions agrícoles.

## Poblacions més properes
El següent diagrama mostra les poblacions més properes.